# Gonzalo Javier Rodríguez
Gonzalo Javier Rodríguez, conocido deportivamente como Gonzalo (Buenos Aires, 10 de abril de 1984) es un exfutbolista argentino. Jugaba como defensor y su último club fue San Lorenzo de la Primera División de Argentina.

## Trayectoria

### San Lorenzo
Desde su niñez, Gonzalo practicaba fútbol en la Ciudad Deportiva de San Lorenzo de Almagro en Buenos Aires. Participaba de los torneos infantiles y luego fue pasando por las divisiones inferiores del club del cual es hincha.
A mediados del año 2002, San Lorenzo terminaba una exitosa etapa con Manuel Pellegrini como entrenador. Había llegado la hora de la vuelta de Rubén Insua al Ciclón pero esta vez como técnico de la institución. 
Tras el éxodo de Manuel Pellegrini y varias de las figuras del equipo, la dirigencia apostaba a las promesas de la cantera azulgrana, entre las cuales estaba Gonzalo junto a, por ejemplo, Pablo Zabaleta.
Así, el 26 de julio, en la primera jornada del Torneo Apertura 2002 debutó en Primera División ante Rosario Central.
Al poco tiempo de haber debutado, Gonzalo fue afianzándose en el puesto que habían dejado Horacio Ameli y Fabricio Coloccini, estandartes de los torneos obtenidos en la etapa anterior. Formó la dupla central junto a Claudio Morel, fundamentales para la obtención de la Copa Sudamericana del año 2002. Aquella fue la primera vuelta olímpica de su carrera. 
Gonzalo jugó durante dos años en el club en un destacado nivel, que le permitió ser convocado a las Selecciones juveniles y a la Selección absoluta.
Su etapa vistiendo la camiseta del club duró dos años ya que en junio de 2004 fue transferido al Villarreal CF.

### Villarreal
En junio de 2004, se confirma el traspaso de Gonzalo al Villarreal CF, equipo entrenado por Manuel Pellegrini.
Gonzalo llegó como un jugador desconocido a la Liga española y sorprendió por su gran nivel siendo tan joven. El central argentino se caracteriza por su velocidad y solidez en la zaga, lo que le ha convertido en uno de los mejores de la Liga.
Lamentablemente, las lesiones alejaron al defensa de los campos durante mucho tiempo (sufrió dos roturas de ligamento cruzado en la rodilla).
En 2004 logra ganar la Copa Intertoto de la UEFA y se convirtió en uno de los pilares y capitanes del Submarino amarillo.
En 2011 sufre una lesión de peroné en un partido de la Europa League contra el Twente.

### Fiorentina
En agosto de 2012, después del descenso del Villarreal, Gonzalo fue vendido a la ACF Fiorentina, junto con su compañero Borja Valero. Marcó seis goles de la Serie A de 35 apariciones en su primer año , lo que le ayudó a obtener el cuarto lugar final y la subsiguiente clasificación a la Europa League .
En 2015-16 , Rodríguez fue nombrado nuevo capitán del equipo por el nuevo mánager Paulo Sousa. Hizo su 200a aparición competitiva para el club el 9 de abril de 2017, y marcó la ocasión con su 25to gol en un empate a 2-2 contra UC Sampdoria.

### San Lorenzo
En 2017 regresa al país para jugar nuevamente en San Lorenzo de Almagro, al principio le costó agarrar ritmo y readaptarse a la Superliga Argentina, pero una vez que se acomodó se ganó su lugar en el equipo. En 2018 le tocó perder la titularidad con Fabricio Coloccini y culminó el semestre con pocas chances de jugar. En 2019 fue separado del plantel profesional por el dt Juan Pizzi, sin embargo tras la salida de éste, volvió al primer equipo y jugó en buen nivel.
El 23 de junio de 2020 anunció su retiro.

## Selección nacional
Las buenas actuaciones en el conjunto argentino, hicieron que fuera convocado en las Selecciones juveniles con las que ganó el Sudamericano Sub-20 2003 disputado en Uruguay y el Preolímpico Sudamericano Sub-23 2004 disputado en Chile.
En septiembre de 2015 es llamado por Gerardo Martino para jugar amistosos con la Selección absoluta argentina.
| Competición                      | Partidos | Goles | Resultado  |
| -------------------------------- | -------- | ----- | ---------- |
| Sudamericano Sub-20 de 2003      | 8        | 0     | Campeón    |
| Preolímpico Sub-23 de 2004       | 11       | 2     | Campeón    |
| Copa Confederaciones 2005        | 2        | 0     | Subcampeón |
| Eliminatorias Sudamericanas 2006 | 1        | 0     | -          |
| Amistosos FIFA                   | 4        | 1     | -          |

## Estadísticas

### Clubes
- Actualizado hasta el 23 de julio de 2020.

| Club                    | Div.                | Temporada           | Liga  | Liga  | Liga   | Copas Nacionales | Copas Nacionales | Copas Nacionales | Torneos Internacionales | Torneos Internacionales | Torneos Internacionales | Total | Total | Total  | Media goleadora(1) |
| Club                    | Div.                | Temporada           | Part. | Goles | Asist. | Part.            | Goles            | Asist.           | Part.                   | Goles                   | Asist.                  | Part. | Goles | Asist. | Media goleadora(1) |
| ----------------------- | ------------------- | ------------------- | ----- | ----- | ------ | ---------------- | ---------------- | ---------------- | ----------------------- | ----------------------- | ----------------------- | ----- | ----- | ------ | ------------------ |
| San Lorenzo Argentina   | 1.ª                 | 2002-03             | 27    | 3     | 0      | -                | -                | -                | 7                       | 1                       | 0                       | 34    | 4     | 0      | 0,11               |
| San Lorenzo Argentina   | 1.ª                 | 2003-04             | 30    | 1     | 0      | -                | -                | -                | 5                       | 1                       | 0                       | 35    | 2     | 0      | 0,05               |
| San Lorenzo Argentina   | 1.ª                 | 2017-18             | 14    | 0     | 1      | 2                | 0                | 0                | 3                       | 0                       | 0                       | 19    | 0     | 1      | 0,00               |
| San Lorenzo Argentina   | 1.ª                 | 2018-19             | 10    | 1     | 0      | 6                | 0                | 0                | 4                       | 1                       | 0                       | 20    | 2     | 0      | 0,10               |
| San Lorenzo Argentina   | 1.ª                 | 2019-20             | 9     | 1     | 0      | 1                | 0                | 0                | 0                       | 0                       | 0                       | 10    | 1     | 0      | 0,10               |
| San Lorenzo Argentina   | Total club          | Total club          | 90    | 6     | 1      | 9                | 0                | 0                | 19                      | 3                       | 0                       | 118   | 9     | 1      | 0,07               |
| Villarreal CF · España  | 1.ª                 | 2004-05             | 34    | 2     | 0      | -                | -                | -                | 15                      | 2                       | 0                       | 49    | 4     | 0      | 0,08               |
| Villarreal CF · España  | 1.ª                 | 2005-06             | 29    | 0     | 0      | 1                | 0                | 0                | 11                      | 0                       | 1                       | 41    | 0     | 1      | 0,00               |
| Villarreal CF · España  | 1.ª                 | 2006-07             | 6     | 0     | 0      | -                | -                | -                | 2                       | 0                       | 0                       | 8     | 0     | 0      | 0,00               |
| Villarreal CF · España  | 1.ª                 | 2007-08             | 18    | 0     | 0      | -                | -                | -                | 2                       | 0                       | 0                       | 20    | 0     | 0      | 0,00               |
| Villarreal CF · España  | 1.ª                 | 2008-09             | 27    | 2     | 0      | -                | -                | -                | 8                       | 0                       | 0                       | 35    | 2     | 0      | 0,05               |
| Villarreal CF · España  | 1.ª                 | 2009-10             | 21    | 0     | 0      | 2                | 0                | 0                | 7                       | 0                       | 0                       | 30    | 0     | 0      | 0,00               |
| Villarreal CF · España  | 1.ª                 | 2010-11             | 23    | 1     | 0      | 6                | 0                | 0                | 10                      | 1                       | 0                       | 39    | 2     | 0      | 0,05               |
| Villarreal CF · España  | 1.ª                 | 2011-12             | 26    | 1     | 0      | -                | -                | -                | 5                       | 0                       | 0                       | 31    | 1     | 0      | 0,03               |
| Villarreal CF · España  | Total club          | Total club          | 184   | 6     | 0      | 9                | 0                | 0                | 60                      | 3                       | 1                       | 253   | 9     | 1      | 0,03               |
| ACF Fiorentina · Italia | 1.ª                 | 2012-13             | 35    | 6     | 3      | -                | -                | -                | -                       | -                       | -                       | 35    | 6     | 3      | 0,00               |
| ACF Fiorentina · Italia | 1.ª                 | 2013-14             | 33    | 4     | 1      | 3                | 0                | 0                | 10                      | 2                       | 2                       | 46    | 6     | 3      | 0,00               |
| ACF Fiorentina · Italia | 1.ª                 | 2014-15             | 30    | 7     | 0      | 5                | 0                | 0                | 10                      | 1                       | 0                       | 45    | 8     | 0      | 0,00               |
| ACF Fiorentina · Italia | 1.ª                 | 2015-16             | 35    | 4     | 0      | 3                | 0                | 0                | 5                       | 0                       | 0                       | 43    | 4     | 0      | 0,00               |
| ACF Fiorentina · Italia | 1.ª                 | 2016-17             | 26    | 1     | 0      | 1                | 0                | 0                | 7                       | 0                       | 0                       | 34    | 1     | 0      | 0,00               |
| ACF Fiorentina · Italia | Total club          | Total club          | 159   | 22    | 4      | 12               | 0                | 0                | 32                      | 3                       | 2                       | 203   | 25    | 6      | 0,00               |
| Total en su carrera     | Total en su carrera | Total en su carrera | 433   | 34    | 5      | 30               | 0                | 0                | 111                     | 9                       | 3                       | 574   | 43    | 8      | 0,07               |

## Palmarés

### Campeonatos internacionales
| Título                          | Club                   | País      | Año  |
| ------------------------------- | ---------------------- | --------- | ---- |
| Copa Sudamericana               | San Lorenzo de Almagro | Argentina | 2002 |
| Sudamericano Sub-20             | Selección de Argentina | Uruguay   | 2003 |
| Preolímpico Sudamericano Sub-23 | Selección de Argentina | Chile     | 2004 |
| Copa Intertoto de la UEFA       | Villarreal CF          | España    | 2004 |

### Distinciones individuales
| Distinción                                     | Año  |
| ---------------------------------------------- | ---- |
| Mejor defensor de la historia de la Fiorentina | 2016 |